# 结节美洲鱥
结节美洲鱥（學名：Notropis ammophilus），為輻鰭魚綱鯉形目雅羅魚科的其中一種，分布於北美洲美國阿拉巴馬州和密西西比州的莫比爾灣、黃溪、密西西比州北部和田納西州西南部哈奇河以及斯庫納河流域，本魚體細長呈長橢圓形且側扁，體色為淡橙色略帶透明，側線明顯，尾鰭叉形，體長可達6.2公分，棲息在水淺的溪流及水潭，生活習性不明。